# 제이슨 테리
제이슨 테리(Jason Eugene Terry, 1977년 9월 15일)는 미국 프로농구 휴스턴 로키츠의 선수다. 포지션은 슈팅가드이지만 포인트가드도 소화할 수 있다. 별명은 이니셜을 딴 "JET"인데, 그래서인지 세레머니로 허리를 굽히고 양 팔을 벌리고 달리며 비행기 흉내를 낸다. 2009년에 NBA 식스맨상을 받았다.

## NBA 경력

### 1999년 NBA 드래프트
1999년 NBA 드래프트에서 전체 10순위로 애틀란타 호크스에 지명되었다.

### 댈러스 매버릭스 (2004년~2012년)
제이슨 테리는 2004-2005시즌 전에 댈러스 매버릭스로 트레이드되었다. 2009년에 NBA 식스맨상을 수상하였다. 2011년 5월 8일 로스앤젤레스 레이커스와의 플레이오프 경기에서 3점슛 9개를 성공시켰는데, 현재 레이 앨런, 빈스 카터 외 1명과 함께 타이인 한경기 최다 3점슛 성공기록이다. 하지만 이는 곧 스테판 커리에 의해서 갱신된다. 2011년 NBA 파이널에서 디르크 노비츠키와 함께 르브론 제임스, 드웨인 웨이드가 이끄는 마이애미 히트를 4-2로 이기고 첫 우승을 차지했다.

### 보스턴 셀틱스 (2012년~현재)
2012년 7월 18일에 보스턴 셀틱스와 3년 계약을 맺었다.

## 참조
1. ↑  “Celtics Sign Jason Terry”. 《NBA.com》. 2012년 7월 18일. 2012년 7월 18일에 확인함.